# Bătălia de la Pressburg
Bătălia de la Pressburg reprezintă o confruntare militară desfășurată în ziua de 4 iulie 907, în care armata bavareză a fost înfrântă de către maghiarii care își apărau teritoriile după ce prin decretul lui Ludovicus Rex Germaniae (Ludovic Copilul), („decretum... Ugros eliminandos esse”, adică „ordonăm ca maghiarii să fie eliminați”), o armată numeroasă a Europei unite a atacat de-a lungul Dunării teritoriile unde maghiarii s-au stabilit pe Câmpia Panoniei, cu scopul decretat de a-i elimina din Europa.

## Bătălia
Margraful Luitpold de Bavaria și-a constituit o puternică armată, cu scopul de a obține o victorie decisivă asupra maghiarilor, după aceștia își constituiseră un stat în centrul Europei. Armata germană se presupune că includea peste 100 000 de soldați, una din cele mai numeroase armate constituite în acea vreme. Armata maghiară a regelui Árpád se cifra la numai 30 000 - 35 000 de luptători, adică patru tumeni, aproximativ jumătate din totalul luptătorilor maghiari, întrucât cealaltă jumătate a fost imobilizată la granița de sud, de unde era de așteptat un atac simultan al bizantinilor. Armata germană, constituită din trei grupuri de luptă, a fost zdrobită și o mare parte a trupelor lui Luitpold și-a găsit sfârșitul. Pierderile germane includ atât pe margraful Luitpold, cât și pe arhiepiscopul Theotmar, trei episcopi și 35 de conți. Árpád și-a pierdut trei fii în luptă, iar el, grav rănit, a murit, de asemenea, la scurt timp după bătălie.

## Localizare
Localizarea cu precizie a acestei bătălii nu este cunoscută. Singura sursă contemporană care menționează o locație o constituie Analele de la Salzburg (Annales Iuvavenses maximi); cu toate acestea, încrederea în aceste anale este discutabilă, dat fiind că din ele au supraviețuit doar în câteva fragmente copiate în secolul al XII-lea. Analele de la Salzburg precizează că bătălia a avut loc în apropiere de Brezalauspurc, castelul ducelui Brazlavo situat la vest de Lacul Balaton. Unele interpretări pun semnul egalității între acest Brezalauspurc și actuala capitală a Slovaciei, Bratislava, sau situează confruntatea la răsărit de Viena, în vreme ce alte opinii fac trimitere la Urbs Paludarum - cetatea lui Brazlavo în apropiere de Lacul Balaton din Pannonia.

## Urmări
După bătălia de la Pressburg, maghiarii au ocupat din nou cu fermitate teritoriul răsăritean al Austriei de astăzi până la râul Enns și au început să devasteze regiunile înconjurătoare. Amenințarea maghiară s-a menținut până când, în 955, regele Otto I cel Mare a dobândit o victorie decisivă asupra lor în Bătălia de la Lechfeld, care a adus liniște și stabilitate internă în teritoriile germane. Înainte de 1030 însă, germanii au fost nevoiți, după bătălia de la Pressburg, să aștepte încă 123 de ani pentru a putea să atace teritoriul Ungariei.